# Dymitr Szatyłowicz
Dymitr Szatyłowicz (biał. Дзьмітры Шатыловіч, Dźmitry Szatyłowicz; ur. 8 listopada 1926 we wsi Czeremcha, pow. Hajnówka, zm. 21 lutego 2020 w Warszawie) – białoruski poeta, tłumacz, Zasłużony Działacz Kultury, członek Związku Literatów Polskich i honorowy członek Związku pisarzy białoruskich.

## Życiorys
W 1939 r. ukończył 6 klas szkoły powszechnej w osadzie Czeremcha, siódmą klasę Szkoły Średniej Białoruskiej w 1941 r. w Bielsku Podlaskim. W czasie okupacji niemieckiej w marcu 1943 r. był wywieziony do pracy przymusowej do byłych Prus Wschodnich w okolice Heilsberga (dzisiaj Lidzbark Warmiński). Po wyzwoleniu przez Armię Czerwoną w lutym 1945 r. wcielono go w jej szeregi i skierowano na front. Rannego przewieziono do szpitala w Seeburgu (dzisiaj Jeziorany). W styczniu 1946 po zdemobilizowaniu wrócił do domu i w czerwcu 1946 r. ukończył 4 klasę Białoruskiego Gimnazjum w Bielsku Podlaskim, po czym wstąpił do pierwszej klasy Liceum im. Tadeusza Kościuszki w Bielsku Podlaskim. Po zdaniu matury w czerwcu 1948 r. zdał egzaminy na Politechnikę Gdańską, a we wrześniu roku 1948 był wysłany do ZSRR na studia w Instytucie Elektrotechnicznym w Leningradzie, który ukończył w grudniu 1953 roku, otrzymując dyplom mgr. inż. automatyki i telemechaniki. 1 marca 1953 r. otrzymał nakaz pracy w warszawskim „Energoprojekcie”. Pracował przy projektowaniu części elektrycznej elektrowni Konin, Turów, Kozienice, Pątnów, Bełchatów i szeregu innych mniejszych elektrowni i elektrociepłowni. Od stycznia do maja 1974 r. pracował w nadzorze autorskim elektrowni Tuzla w Jugosławii, a w marcu 1986 był wysłany na 2,5 roku do elektrowni Bokaro w Indiach. Od Listopada 1989 r. jest na emeryturze. Debiutował wierszami od 1958 na łamach pisma Niwa, a jego wiersze były drukowane w kilku almanachach i kalendarzach białoruskich wydawanych w Białymstoku i w literackich pismach na terenie BSRR.

## Zbiory wierszy

### Po białorusku
- [Eciudy Padarożża] (1991),
- Majo Padlaszsza (1993),
- [Chwali czasu] (2000),
- Wiasiołka nad imhłoju (2004)
- Strumieni losu (2005),
- Asiennija promni (2006),
- Jantarnyja wiry (2007),
- Hronki nadziei(2008),
- Lichtar urażanniau (2009),
- Podych chwilin (2009),
- U cichaj łahunie (2010),
- [Zabytaja palana] (2011),
- Wiasnowy haj (2012),
- Slady na ziamli (2014)

### Po polsku
- Rezonanse pamięci (2006)
- Patos jesienny (2010)
- [Echa wrażeń] (2011)

Po 1990 r. jego wiersze były drukowane w wielu kalendarzach BTSK, w niektórych „Termopiłach”, „Annus Albaruthenicus” w Białymstoku i wydanym w Nowym Jorku „Almanachu Biełarus 2010”. Jego wspomnienia w trzech książkach wydano przez „Niwę” w „U nowaj ajczynie”, „Pakalenie wajny” i „Czas trywohi i nadziei”, w miesięcznikach „Czasopis” oraz wydanym w Nowym Jorku „Almanachu Biełarus 2012”, „Almanachu Biełarus 2013” i w „Almanachu Biełarus 2014”. Redakcja miesięcznika „Czasopis”, otrzymawszy dotację Ministra Administracji i Cyfryzacji, wydała w 2014 r. książkę jego „Uspaminy 1955-1988”. Niektóre jego wiersze były drukowane w tygodnikach i książkach na Białorusi i przetłumaczone tam na język rosyjski. 